# 日本の祭一覧
日本各地の代表的な「まつり」を一覧として、都道府県別に開催時期順で並べたものである。元来語源的な宗教的祭事の「祭」以外についても記載。Category:日本の祭り (都道府県別)も参照のこと。

## 北海道地方
- 千歳・支笏湖氷濤まつり（千歳市、1月）
- さっぽろ雪まつり（札幌市、2月）
- 旭川冬まつり（旭川市、2月）
- 小樽雪あかりの路（小樽市、2月）
- 北海道神宮例祭（札幌まつり）（札幌市、6月）
- おたる潮まつり（小樽市、7月）
- 芦別健夏山笠（芦別市、7月）
- 北海ソーラン祭り（余市町、7月）
- 北海へそ祭り（富良野市、7月28日・7月29日）
- さっぽろ夏祭り（札幌市、7月〜8月）
- 沼田町夜高あんどん祭り（沼田町、8月第4金曜日・土曜日）
- 北見厳寒の焼き肉まつり（北見市、2月）

## 東北地方

### 青森県
- 弘前さくらまつり（弘前市、4月23日 - 5月5日）
- 八戸三社大祭（八戸市、7月31日 - 8月4日）
- 弘前ねぷた（弘前市、8月、弘前四大祭り）
- 青森ねぶた（青森市、8月、東北三大祭り）
- 五所川原立佞武多（五所川原市、8月、青森三大ねぶた）

### 岩手県
- 蘇民祭（奥州市、花巻市ほか県内各地、1月 - 3月）
- 日高火防祭（奥州市、4月29日）
- 春の藤原まつり（平泉町、中尊寺、毛越寺、5月）
- チャグチャグ馬コ（滝沢市、6月）
- 盛岡さんさ踊り（盛岡市、8月）
- 北上・みちのく芸能まつり (北上市、8月)
- 舟っこ流し（盛岡市・遠野市・紫波町、8月16日）

### 宮城県
- どんと祭（宮城県下各地、1月14日）
- 米川の水かぶり（登米市、2月初午）
- 青い鯉のぼりプロジェクト（東松島市、3月11日 - 5月5日）
- 平筒沼ふれあい公園桜まつり（登米市、4月中旬 - 4月下旬）
- 火伏せの虎舞（加美町、4月29日）
- 加護坊桜まつり（大崎市、4月中旬 - 5月初旬）
- 東北輓馬競技大会（涌谷町、4月第3日曜日）
- せみね桜まつり（栗原市、4月中旬 - 4月下旬）[1]
- かくだ菜の花まつり（角田市、4月29日（祝日） - 5月5日）
- くりでんレールバイク乗車会（栗原市、4月 - 11月・不定期）
- 仙台・青葉まつり（仙台市、毎年5月の第3日曜日とその前日の2日間）
- みなみかた花菖蒲まつり（登米市、6月中旬 - 7月初旬）
- 山王史跡公園あやめ祭り（栗原市、6月中旬 - 7月初旬）
- 多賀城跡あやめまつり（多賀城市、6月24日 - 7月初旬）
- 塩竈みなと祭（塩竈市、7月）
- TBC夏まつり（仙台市・他、7月下旬の土曜日・日曜日）
- ドラゴンカヌー大会（加美町、7月末の日曜日）
- くりこま山車まつり（栗原市、7月末の土曜日・日曜日）
- 佐沼夏まつり（登米市、7月末の土曜日・日曜日）
- 女川みなと祭り海上花火大会（牡鹿郡女川町、7月第4日曜日）
- 石巻川開き祭り（石巻市、7月31日、8月1日）
- なとり夏まつり（名取市、8月第1土曜日）
- まほろば夏まつり（大和町、8月第1日曜日）
- 古川まつり（大崎市、8月2日 - 8月4日）
- 仙台七夕花火祭（仙台市、8月5日）
- つきだて七夕まつり（栗原市、8月）[2]
- 仙台七夕（仙台市など、8月7日前後、東北三大祭り）
- YOSAKOI&ねぷたinとよさと（登米市、8月第2日曜日前後、8月9日）
- 白石夏まつり花火大会（白石市、8月12日）
- わたりふるさと夏まつり（亘理町、8月半ばの土曜日）
- 松島灯籠流し花火大会（宮城郡松島町、8月17日）
- 広瀬川灯ろう流し花火大会（仙台市、8月20日）
- 泉区民ふるさとまつり（仙台市、8月第4土曜日）
- いわぬま復興夏まつり（岩沼市、8月末の土曜日、岩沼市民夏まつり）
- おもしぇがらきてけさin富谷（富谷市、8月）
- 天空のゆりガーデン（仙台市、8月 - 9月）
- KHBまつり（仙台市、9月第一週の土曜日）
- とみやマーチングフェスティバル（富谷市、9月半ばの土曜日）
- 定禅寺ストリートジャズフェスティバル（仙台市、毎年9月第2日曜日とその前日の土曜日&前夜祭あり）
- くりはら万葉祭（栗原市、9月下旬の日曜日）
- まめからさん祭り（登米市、10月10日前後の日曜日）
- 日本一はっとフェスティバル（登米市、12月の第1週の日曜日）
- 島田飴まつり （大和町、12月14日）

### 秋田県
- 大日堂舞楽（鹿角市、1月2日）
- アメッコ市（大館市、2月第2土曜日とその翌日）
- 上桧木内の紙風船上げ（仙北市、2月10日）
- なまはげ柴灯まつり（男鹿市、2月初旬）
- 横手の雪まつり〔かまくら・旭岡山神社の梵天奉納祭〕（横手市、2月15日から17日）
- 六郷のカマクラ（美郷町、2月中旬）
- 火振りかまくら（仙北市、2月14日）
- 松館天満宮三台山獅子大権現舞（鹿角市、4月25日。松舘菅原神社例祭）
- 浅舞公園あやめまつり（横手市、6月下旬 - 7月初旬）
- 綴子大太鼓（北秋田市、7月14日・15日）
- 土崎神明社祭の曳山行事（秋田市、7月20日と21日）
- 竿燈祭り（秋田市、8月3日から6日、東北三大祭り）
- 七夕絵どうろうまつり（湯沢市、8月5日から7日）
- 能代役七夕（能代市、8月6日・7日）
- 送り盆まつり（横手市、8月6日・15日・16日）
- 大文字まつり（大館市、8月16日）
- 西馬音内の盆踊（羽後町、8月16日から18日）
- 一日市の盆踊（八郎潟町、8月18日から20日）
- 花輪ばやし（鹿角市、8月19日・20日）
- 全国花火競技大会（大仙市、8月）
- 鹿角の盆踊り（鹿角市ほか、8月中旬）
- 毛馬内の盆踊（鹿角市、8月21日から23日）
- 角館のお祭り（仙北市、9月7日、8日、9日）
- おなごりフェスティバル（能代市、9月第2土曜日）
- えびすだわら（雄勝郡、旧暦8月15日）
- 全国ジャンボうさぎフェスティバル（大仙市、10月第3土曜日・日曜日）
- 保呂羽山の霜月神楽（横手市、11月7日・8日）
- なまはげ（男鹿市、12月31日）
- 梵天まつり（県内各地）

### 山形県
- アマハゲ（遊佐町、1月1日、3日、6日）
- やや祭り（庄内町、1月15日に近い日曜日）
- 王祇祭（鶴岡市、2月1日 - 2日。黒川能など）
- カセ鳥（上山市、2月11日）
- 上杉雪灯篭まつり（米沢市、2月第2土曜・日曜日）
- 天童桜まつり（天童市、4月下旬。人間将棋など）[3]
- 米沢上杉祭り（米沢市、4月下旬から5月上旬）
- 薬師祭植木市（山形市、5月8日 - 10日）
- 酒田祭（酒田市、5月19日 - 21日）
- 鶴岡天神祭（鶴岡市、5月25日。通称「化けものまつり」）
- 長井あやめまつり（長井市、6月上旬 - 7月上旬）
- おくのほそ道天童紅花まつり（天童市、7月上旬 - 下旬）[4]
- かみのやま温泉全国かかし祭（上山市、8月上旬）
- 花笠まつり（山形市、尾花沢市など、8月上旬 - 下旬。東北四大祭）
- 荘内大祭（鶴岡市、8月中旬。荘内神社例祭）
- 塩野毘沙門堂祭礼（米沢市、8月17、18日）
- むらやま徳内まつり（村山市、8月下旬）
- 新庄まつり（新庄市、8月24日 - 26日）
- 寒河江まつり（寒河江市、9月中旬。寒河江八幡宮例祭）
- 日本一の芋煮会フェスティバル（山形市、9月の敬老の日前日の日曜日）
- 南陽の菊まつり（南陽市、10月上旬 - 11月上旬。南陽菊人形など）

### 福島県
- 都々古別神社の御田植 （棚倉町、旧暦1月6日）
- 七日堂裸まいり （柳津町、1月7日）
- 高田大俵引き （会津美里町、1月12日）
- 初市大俵引き （会津坂下町、1月14日）
- 津島の田植踊 （浪江町、1月14日、15日、17日）
- 会津絵ろうそくまつり （会津若松市、2月上旬）
- 信夫三山暁まいり （福島市、2月10日 - 11日）
- 相馬野馬追（南相馬市など、7月）
- 喜多方レトロ横丁 （喜多方市、7月中旬）
- 会津田島祇園祭（南会津町、7月22日 - 24日。日本三大祇園祭）
- 御宝殿の稚児田楽・風流 （いわき市、7月31日 - 8月1日）
- 郡山うねめまつり（郡山市、8月第1金・土・日）
- いわき七夕まつり（いわき市、8月6日から8日）
- 福島わらじまつり（福島市、8月初旬）
- うつくしまyosakoi祭り （県内各地、9月中旬）
- 会津まつり （会津若松市、9月下旬）
- 安積国造神社秋季例大祭（郡山市、9月27日 - 9月29日）
- 二本松提灯祭り（二本松市、10月4日から6日）
- 連山車 （福島市、体育の日を含む三連休）
- 松明あかし （須賀川市、11月第2月曜日。日本三大火祭）
- 木幡の幡祭り （二本松市、12月第1日曜日、日本三大旗祭）

## 関東地方

### 茨城県
- 金砂神社磯出大祭礼（東金砂神社・西金砂神社、72年間隔・次回は2075年）
- 水戸の梅まつり（夜梅祭）（水戸市、2月中旬 - 3月下旬。夜梅祭は3月中旬）
- 筑波山梅まつり（つくば市、2月 - 3月）
- 大洗春祭り 海楽フェスタ（大洗町、3月下旬）
- 古河桃まつり（古河市、3月20日 - 4月5日）
- 筑波山神社御座替祭（つくば市、4月1日、11月1日）
- 笠間の陶炎祭（笠間市、4月下旬 - 5月上旬）
- 水郷潮来あやめまつり（潮来市、5月下旬 - 6月下旬）
- ひぬまあじさいまつり（茨城町、6月中旬 - 7月中旬）
- 小鶴祇園祭（茨城町、7月の海の日がある3連休の土日）
- 片野八幡神社祇園祭（石岡市、7月第3日曜）
- 下館祇園祭（筑西市、7月下旬の4日間。最終日は川渡御）
- 龍ヶ崎の撞舞（龍ケ崎市、7月下旬）
- 大みか祭り（日立市、7〜8月）
- 水戸黄門まつり（水戸市、8月第1金土日）
- 潮来祇園祭禮（潮来市、8月第1金土日）
- 土浦キララまつり（土浦市、8月第1土日）
- まつりつくば（つくば市、8月下旬の土日）
- 常陸國總社宮大祭（石岡市、9月の敬老の日を含む土日月 関東三大祭）
- 水戸まちなかフェスティバル（水戸市、9月最終日曜）
- 土浦全国花火競技大会（土浦市、10月第1土曜）
- 筑波山もみじ祭り（つくば市、11月）
- 土浦カレーフェスティバル（土浦市、11月）
- いばらきまつり（茨城町、11月第1日曜）
- 将門まつり（坂東市、11月第2日曜）
- 大洗あんこう祭（大洗町、11月第3日曜）
- 水戸のラーメンまつり（水戸市、11月下旬）
- 悪態祭り（笠間市、12月第3日曜）

### 栃木県
- 光輝く氷のぼんぼりとかまくら祭（日光市、1月下旬 - 2月下旬）
- 御神火祭（那須町、5月第4日曜日）
- 益子祇園祭（益子町、7月23日 - 25日）
  - 御神酒頂戴式（益子町、7月24日）
- 山あげ祭（那須烏山市、7月第4週の金・土・日曜日）
- とちぎ夏まつり（栃木市、8月上旬）
- 生子神社の泣き相撲（鹿沼市、9月19日直後の日曜日）
- 鹿沼秋まつり〔鹿沼今宮神社祭の屋台行事〕（鹿沼市、10月第2土・日曜日）
- とちぎ秋まつり（栃木市、11月中旬2 - 3日間　※2年に1度の開催）
- 日光そばまつり（日光市、11月下旬）

### 群馬県
- 樋越神明宮の春鍬祭（佐波郡玉村町、2月11日）
- 鬼石夏祭り（藤岡市、7月第2土曜・日曜日）
- 渋川へそ祭り（渋川市、7月25日、26日）
- 大胡祇園まつり（前橋市、7月最終の土曜・日曜）
- 桐生八木節まつり（桐生市、8月の第1金曜日から三日間）
- 高崎まつり（高崎市、8月の第1土曜・日曜）
- 渋川山車まつり（渋川市、8月11日、12日）
- 尾島ねぷた（太田市、8月14日、15日）
- くろほね夏まつり（桐生市、8月15日、16日）
- 沼田まつり（沼田市、8月）
- 前橋まつり（前橋市、10月第2週の土曜と日曜）

### 埼玉県
- 梅宮神社の甘酒祭り（狭山市、2月10日11日）
- さくら草まつり（さいたま市桜区、4月）
- 浦和うなぎまつり（さいたま市浦和区、5月）
- 深谷七夕まつり（深谷市、7月7日前後の金・土・日曜日）
- 浦和まつり（さいたま市浦和区、7月）
- 熊谷うちわ祭（熊谷市、7月20日 - 22日）
- 行田浮き城まつり（行田市、7月最終土曜日と日曜日）
- 深谷まつり（深谷市、7月最終土曜日と日曜日）
- 小川町七夕まつり（小川町、7月末の土曜日と日曜日）
- 桶川祇園祭（桶川市、7月）
- 久喜の提灯祭り・天王様（久喜市、7月）
- 秩父川瀬祭（秩父市、7月）
- さいたま市花火大会（さいたま市、7月・8月）
- 大宮夏祭り（さいたま市、7〜8月）
- 朝霞市民祭り彩夏祭（朝霞市、8月）
- 戸田橋花火大会（戸田市、8月）
- たたら祭り（川口市、8月）
- 狭山入間川七夕まつり（狭山市、8月初めの土曜日・日曜日）
- 長瀞船玉祭（長瀞町、8月）
- 坂戸よさこい（坂戸市、8月）
- 熊谷花火大会（熊谷市、8月）
- 古利根川流灯まつり（杉戸町、8月）
- 南越谷阿波踊り（越谷市、8月）
- 寄居玉淀水天宮祭（寄居町、8月）
- さいたま市国際ふれあいフェア（さいたま市浦和区、10月）
- こうのす花火大会（鴻巣市、10月）
- 川越氷川祭（川越まつり）（川越市、10月 関東三大祭、ユネスコ無形文化遺産）
- 龍勢祭り（秩父市、10月）
- 本庄まつり（本庄市、11月）
- 世界キャラクターさみっとin羽生（羽生市、11月）
- 秩父夜祭（秩父市、12月、日本三大曳山祭、ユネスコ無形文化遺産）
- 十二日まち（さいたま市浦和区、12月）

### 千葉県
下総地区
- 栢田仁組獅子舞（匝瑳市、1月8日、千葉県指定無形民俗文化財）[5]
- 飽富神社の筒粥（匝瑳市・1月14・15日）
- 坂戸の念仏（佐倉市・1月18日）
- 鰭ケ崎のオビシャ（流山市、1月20日）
- 北之幸谷の獅子舞（東金市、初午）
- 水神社永代大御神楽（旭市、2月第1日曜）
- 西ノ下の獅子舞（九十九里町、旧暦2月7日近くの土・日曜）
- 中野木の辻切り（船橋市中野木、2月最初の午の日）
- 奈土のオビシャ（成田市・磐裂神社、2月13日）
- 神保ばやし（船橋市神保町、須賀神社、2月13日と7月24日）
- 六座念仏の称念仏通り（印西市、2月15日）
- 和良比の裸祭り（四街道市、2月25日）
- 天道念仏（船橋市八木が谷、3月15日）
- 熊野神社の神楽（旭市清和乙・熊野神社、3月21日）
- 鎌数の神楽（旭市鎌数・鎌数伊勢大神宮、3月27日・28日）
- 東金桜まつり（東金市・八鶴湖周辺、3月下旬から4月上旬の約2週間）
- 取香の3番叟（成田市取香・側高神社、4月1日）
- 成田のおどり花見（成田市成田、4月3日）
- 笹川の神楽（東庄町笹川・諏訪神社、4月5日）
- 倉橋の弥勒3番叟（東庄町宮本・東大社、4月8-4月10日）
- おらんだ楽隊（香取市香取・香取神宮、4月14・15日・11月30日の大饗祭）
- 鳥見神社の獅子舞（印西市平岡・鳥見神社、5月3日）
- 藤まつり（銚子市、5月上旬）
- 水郷佐原あやめ祭り（香取市・5月下旬 - 6月下旬）
- 浦安三社祭（浦安市、4年間隔・次回は2020年。かつては10月、現在は6月）
- 大潮祭り（銚子市、旧暦6月15日夜-16日未明）
- 成田祇園祭（成田市、7月）
- 本宿祇園祭（香取市佐原・7月10日以降の金曜から日曜 関東三大祭）
- 小見川祇園祭（香取市、7月中旬）
- 野田のつく舞（野田市野田・須加神社・7月15日）
- 墨獅子舞（印旛郡酒々井町・7月15日）
- 多古のしいかご舞（香取郡多古町・八坂神社 7月25日-26日）
- 柏まつり（柏市・7月下旬）
- 手賀沼花火大会（柏市、我孫子市・7〜8月）
- 野田まつり（野田市、8月）
- 八重垣神社祇園祭（匝瑳市、8月4日 - 8月5日）[6]
- 鬼来迎（匝瑳郡横芝光町虫生・広済寺、8月16日）
- 葛飾八幡の農具市（市川市、葛飾八幡宮、9月15日 - 20日）
- 式年神幸祭（旭市・熊野神社、10月3-5日前後）
- 三番瀬フェスタ（船橋市、10月）
- 新宿秋祭り（香取市・10月第2土曜日を中日とする金曜、土曜、日曜日 関東三大祭）
- 佐倉の秋祭り（佐倉市・10月第2金曜、土曜、日曜）
- 飯岡の芋念仏（旭市下永井・花蔵院ほか、10月11日）
- 神崎寺火渡り修行（神崎町、10月13日）
- 鳥見神社の神楽（印西市中根・鳥見神社、10月17日）
- 松戸神社例大祭（松戸市、10月18日）
- 銚子産業まつり（銚子市、10月26日）
- 関宿城まつり（野田市・10月26日）
- 房総のむら江戸時代フェスティバル（栄町・10月4日 - 11月30日）
- 松戸まつり（松戸市・11月）
- 流山市民祭り（流山市・11月）
- 房総のむら秋まつり（栄町・11月2日-3日）
- 千葉市民産業まつり（千葉市・11月2日-3日）
- 下総三山の七年祭り（船橋市、二宮神社、6年（数え年で7年）毎の丑年と未年の9月と11月・次回は2021年）
- 芝山はにわ祭り（芝山町、11月9日）
- 成田山公園紅葉まつり（成田市・11月9日・11月15日-16日・11月22日-24日）
- 栗源のふるさといも祭（香取市・11月16日）
- 海上産業まつり（旭市・11月23日）
- 浅間神社の神楽（千葉市・11月23日）
- 菅原大神の秋の例祭（銚子市・11月25日）

上総地区
- 梵天立て（木更津市、1月7日）
- 飽富神社の筒粥（袖ケ浦市・飽富神社、1月14日・15日）
- かつうらビッグひな祭り（勝浦市、遠見岬神社、春）
- 玉前神社の神楽（一宮町一宮・玉前神社、4月13日）
- 鹿野山のはしご獅子舞（君津市鹿野山・白鳥神社、4月28日）
- 節句の凧揚げ（一宮町一宮・玉前神社、5月5日）
- 東金ばやし（東金市大豆谷・日吉神社、7月第4土日）
- 鵜原の大名行列（勝浦市鵜原・八坂神社、7月第4土曜）
- 茂原七夕まつり（茂原市、7月下旬）
- 柳楯神事（市原市市原・飯香岡八幡宮、旧暦8月15日）
- 御旗織りの行事（山武市白幡・白幡八幡神社、旧暦の9月1・6・8日）
- おんじゅく伊勢えびまつり（御宿町・9月1日-10月31日）
- 勝浦大漁まつり（勝浦市・9月敬老の日を最終日とする4日間）
- 上総十二社祭り（一宮町・9月13日）
- 吾妻神社馬だしまつり（富津市の吾妻神社、岩瀬海岸・9月17日）
- 大原はだか祭り（いすみ市、9月23日 - 24日）
- 中根六社祭り（いすみ市八幡神社・9月25日）
- 大多喜お城まつり（大多喜町・9月26日-28日）
- 吉保八幡の流鏑馬神事（鴨川市仲・吉保八幡、9月28日）
- 三島棒術・羯鼓舞（君津市・9月28日）
- 證誠寺の狸まつり（木更津市・10月18日）
- 岩沼の獅子舞（長生郡長生村岩沼・皇産霊神社、10月19日前後）
- 久留里城祭り（君津市・10月26日）
- 上総まほらば祭（市原市・10月31日-11月2日）
- 茂原産業祭り（茂原市・11月3日）
- 市原市農林業まつり（市原市・11月8日-9日）
- 養老渓谷もみじまつり（大多喜町・11月23日）
- もみじフェスタin志駒（富津市・11月30日）
- だんご祭り（香取市香取・香取神宮、12月7日）
- 山倉の鮭祭り（香取市山倉・山倉大神、12月第1日曜）
- 納め札御焚き上げ紫燈大護摩供（成田市成田・新勝寺、12月28日）

安房地区
- 増間の御的神事（南房総市・日枝神社、2月26日・3月1日）
- 白間津のオオマチ（南房総市千倉町白間津・日枝神社7月23日-25日）
- 加茂の八朔（南房総市加茂・加茂神社、8月1日-2日）
- 北風原の鞨鼓舞（鴨川市北風原・春日神社・愛宕神社、8月の第4日曜日）
- 安房やわたんまち（館山市八幡・鶴谷八幡神社、9月14日-16日、鶴谷八幡宮例大祭）
- きょなん「クジラの都まつり」（館山市・鋸南町・10月14日）
- 庖丁儀式（南房総市、高家神社、10月17日と11月23日）
- 平群天神社祭礼（南房総市・10月18日）
- 南総里見祭り（館山市・10月19日）
- 「棚田の灯り」幻想の大山千枚田（鴨川市・10月24日-26日）
- 七つ子参り（鴨川市・11月12・13日）
- おおぐらいまち（富津市大田和・11月22・23日）
- いきいき千倉産業まつり（南房総市・11月30日）
- ししきりまち（富津市清和市場・諏訪神社・12月5日）

### 東京都
- 世田谷ボロ市（世田谷区、1月15・16日と12月15・16日）
- 青梅大祭（青梅市、4月末 - 5月上旬）
- 三社祭（台東区、浅草神社、5月）
- 神田祭（千代田区、神田神社、5月、江戸三大祭）
- くらやみ祭 （府中市、大國魂神社、5月、武蔵総社の例大祭）
- 山王祭（千代田区、日枝神社、6月、江戸三大祭）
- 入谷朝顔まつり（台東区、毎年7月初旬の3日間）
- 下町七夕まつり（台東区、7月初めの七夕前後の数日間）
- 隅田川花火大会（墨田区、7月下旬の土曜日）
- 八王子まつり（八王子市、8月の第1金曜から3日間）
- 青梅市納涼花火大会（青梅市、8月初めの土曜日）
- 阿佐谷七夕まつり（杉並区、8月5日 - 8月9日）
- 福生七夕まつり（福生市、毎年8月7日前後の木曜日 - 日曜日）
- 佃祭（中央区、佃住吉神社、8月上旬
- 深川祭（江東区、富岡八幡宮、8月中旬、江戸三大祭）
- 東京高円寺阿波おどり（杉並区、8月下旬）
- 浅草サンバカーニバル（台東区、8月下旬）
- 吉祥寺秋まつり（武蔵野市、9月第2土曜と日曜）
- 天下市 （国立市、大学通り、11月（毎年文化の日前後）、商業祭）
- 関のボロ市（練馬区、12月9日・10日）
- 泉岳寺義士祭（港区、泉岳寺、12月14日）

### 神奈川県
- チャッキラコ （三浦市、1月15日）
- 湘南江の島春祭り（藤沢市、3月）
- 大山とうふまつり（伊勢原市、3月）
- 大岡越前祭（茅ヶ崎市、4月中旬）
- 小田原北條五代祭り（小田原市、5月3日）
- 松原神社例大祭（小田原市、5月3日 - 5日）
- 国府祭 （大磯町、5月5日）
- 横浜開港祭 （横浜市、6月2日前後）
- お馬流し（横浜市・本牧、8月初旬）
- 江の島天王祭（藤沢市、7月）
- 湘南台七夕まつり（藤沢市、7月1日 - 7日）
- 湘南ひらつか七夕まつり （平塚市、7月第一金曜日から3日間）
- 浜降古式祭（寒川町、7月15日）
- 浜降祭（茅ヶ崎市・寒川町 7月第3月曜日）
- 辻堂諏訪神社例大祭（人形山車4台）（藤沢市、7月26日、27日）
- 貴船まつり（真鶴町、7月最終土曜日及びその前日）
- 吉浜の鹿島踊り  （湯河原町、8月1日）
- サザンビーチちがさき花火大会（茅ヶ崎市、8月第1土曜日）
- 皇大神宮例大祭（人形山車9台）（藤沢市、8月17日）
- 片瀬諏訪神社例大祭（山車5台）（藤沢市、8月23日 - 27日）
- ヨコハマカーニバル （横浜市、8月下旬）廃止された。
- 藤沢市民祭り（藤沢市、9月）
- 秦野たばこ祭 （秦野市、9月最終土曜・日曜日の2日間）
- ふじさわ江の島花火大会（藤沢市、10月）[7]
- 江の島大道芸フェスティバル（藤沢市、11月）[8]
- かわさき市民祭り（川崎市、11月）

## 中部地方

### 新潟県
- 婿投げ・墨塗り（十日町市、1月）
- 三条まつり（三条市、5月14日 - 16日）
- 蒲原まつり（新潟市、6月30日 - 7月2日）
- 村上大祭（村上市、7月6日、7日）
- 上越まつり〔直江津祇園祭〕（上越市、7月23日から29日）
- 長岡まつり（長岡市、8月1日 - 3日。大花火大会など）
- 新潟まつり（新潟市、8月）
- 新津まつり（新潟市秋葉区、8月19日 - 21日）
- 田家まつり（新潟市秋葉区、8月27日 - 28日）
- 謙信公祭（上越市、8月中旬 - 下旬）
- 城下町新発田ふるさとまつり〔新発田台輪〕（新発田市、8月27日 - 29日）
- おぢやまつり（小千谷市、8月下旬）
- 瀬波大祭（村上市、9月3日 - 4日）
- 葛塚祭り（新潟市北区、9月5日-8日）
- 中条祭り（胎内市、9月3日 - 6日）
- 岩船大祭（村上市、10月18日、19日）

### 富山県
※印は富山県教育委員会より、「とやま文化財百選（とやまの祭り百選部門または、とやまの年中行事百選部門）」に選定されているもの
- 鰤分け神事（射水市加茂中部・加茂神社、1月1日）射水市指定無形民俗文化財 ※
- 鯉の厄払い放流〔金屋神明宮厄払い祈願祭〕（砺波市庄川町金屋地区〔金屋神明宮〕、1月7日） ※
- 塞の神まつり（下新川郡入善町上野邑町地区、1月15日または15日に近い日曜日）国の重要無形民俗文化財（指定名称は「邑町のサイノカミ」） ※
- 利賀のはつうま（南砺市利賀村上村地区、1月上旬の土曜日・日曜日）国の選択無形民俗文化財・県指定無形民俗文化財 ※
- 愛宕社の火祭り（魚津市中央通り〔魚津神社〕、1月26日） ※
- 小川寺の獅子舞（魚津市小川寺地区〔白山社・千光寺〕、3月12日）県指定無形民俗文化財 ※
- おんば様のお召し替え（中新川郡立山町芦峅寺〔閻魔堂・開山堂〕、3月13日）県指定無形民俗文化財 ※
- 猪谷の百万石行列（富山市東猪谷地区、20年に一度の4月）富山市指定無形民俗文化財 ※
- 赤井の獅子舞（射水市赤井地区、4月第1土曜日）射水市指定無形民俗文化財
- 全日本チンドンコンクール（富山市中心市街地、4月上旬の土曜日 - 日曜日）
- 酒とり祭り（小矢部市下後亟・下後亟神明宮、4月11日）小矢部市指定無形民俗文化財 ※
- 上市熊野神社春季祭礼（中新川郡上市町熊野町・上市熊野神社、4月12日）曳山1基は上市町指定有形民俗文化財 ※
- 高砂山願念坊祭り（富山市下大久保・上大久保地区、4月第2日曜日）曳山1基は富山市指定有形民俗文化財 ※
- まるまげ祭（千手寺観音大祭）（氷見市中心部北6町町内〔千手寺観音堂〕、4月17日） ※
- ごんごん祭り（氷見市朝日本町〔上日寺〕、4月17日・18日）祭りで使用する上日寺梵鐘が氷見市指定有形民俗文化財 ※
- 明日の稚児舞（黒部市宇奈月町明日〔法福寺〕、4月18日）国の重要無形民俗文化財（指定名称は「越中の稚児舞」） ※
- 気多神社春季例大祭（高岡市伏木一宮気多神社、4月18日）高岡市指定無形民俗文化財（にらみ獅子） ※
- 浦田山王社の春祭り（中新川郡立山町浦田地区、4月中申）立山町指定無形民俗文化財
- ボンボコ祭り（舞い）〔舟幸祭り〕（射水市新湊地区西宮神社及び新湊漁港沖、4月20日※毎年ではない）県指定無形民俗文化財 ※
- 二上射水神社築山行事（高岡市二上谷内〔二上射水神社〕、4月23日）県指定無形民俗文化財 ※
- 下梨御巡行の儀（南砺市下梨地区・地主神社）南砺市指定無形民俗文化財 ※
- ふちゅう曲水の宴（富山市婦中地区〔各願寺〕、4月第3日曜日）
- 宇佐八幡宮春季祭礼（南砺市福光地区、4月第3日曜日） ※
- 石動曳山祭（小矢部市石動地区市街地、4月29日）花山車11基と、川原町（現 今石動町1丁目）の歌舞伎山車が、小矢部市指定有形民俗文化財 ※
- 出町子供歌舞伎曳山祭（砺波市市街地・出町神明宮、4月29日・30日）県指定無形民俗文化財 ※
- 四方子供曳山祭り（富山市四方地区、〔四方神社 春季〕4月29日・〔神明社 秋季〕9月23日） ※
- となみチューリップフェア（砺波市砺波チューリップ公園、4月下旬 - 5月上旬）
- 高岡御車山祭（高岡市市街地〔山町筋〕、5月1日）ユネスコの無形文化遺産（登録名称は「山・鉾・屋台行事」）および、国の重要無形民俗文化財（指定名称は「高岡御車山祭の御車山行事」）、また御車山7基は国の重要有形民俗文化財 ※
- 福野夜高祭（南砺市福野地区市街地、5月1日・2日）県指定無形民俗文化財、曳山4基は南砺市指定有形民俗文化財 ※
- 八尾曳山祭（富山市八尾地区市街地・八尾八幡社、5月3日）曳山6基は県指定有形民俗文化財 ※
- よいやさ祭り（南砺市井波地区市街地、5月3日） ※
- 鹿島神社稚児舞（下新川郡朝日町宮崎・鹿島神社、5月3日・4日）朝日町指定無形民俗文化財 ※
- やんさんま祭り（射水市加茂中部・加茂神社、5月4日）県指定無形民俗文化財 ※
- 城端曳山祭（南砺市城端地区市街地、5月5日）ユネスコの無形文化遺産（登録名称は「山・鉾・屋台行事」）および、国の重要無形民俗文化財（指定名称は「城端神明宮祭の曳山行事」） ※
- 岩瀬曳山車祭（富山市岩瀬地区市街地、5月17日・18日） ※
- お鍬様まつり（富山市布尻・布尻神社・町長・町長神社、5月19日）富山市指定無形民俗文化財 ※
- 伏木曳山祭（高岡市伏木地区市街地、5月第3土曜日）高岡市指定無形民俗文化財 ※
- 越中大門凧まつり（射水市大門地区庄川河川敷〔大門カイトパーク〕、5月第3日曜日）
- よっしゃ来い!!CHOUROKUまつり（魚津市魚津駅前通りとその周辺、5月第3日曜日）
- 戦国のろし祭り（魚津市鹿熊地区と吉野地区、5月第3日曜日）
- 売比河（めひかわ）鵜飼祭（富山市婦中地区〔田島川〕、5月下旬）
- 山王祭（富山市中心市街地、5月31日 - 6月2日） ※
- 御田植祭（射水市下村加茂中部・加茂神社、6月初卯の日）県指定無形民俗文化財 ※
- 津沢夜高あんどん祭（小矢部市津沢地区市街地、6月第1金曜日・土曜日）小矢部市指定無形民俗文化財[9] ※
- 庄川観光祭〔庄川夜高行燈〕（砺波市庄川地区市街地、6月第1土曜日・日曜日） ※
- 砺波夜高祭り（砺波市市街地、6月第2金曜日・土曜日） ※
- 五鹿屋夜高祭（砺波市五鹿屋地区、6月第2金曜日・土曜日）
- 御印祭（高岡市金屋町、6月19日・20日） ※
- 戸出七夕まつり（高岡市戸出地区、7月3日 - 7日） ※
- 氷見祇園祭（氷見市市街地、7月13日 - 15日） ※
- ふるさと竜宮まつり（滑川市ほたるいかミュージアム周辺）7月中旬の土曜日・日曜日）
- ねつおくり祭り（南砺市福光地区一円、7月土用三番の日）南砺市指定無形民俗文化財（荒木地区） ※
- 水橋橋まつり（富山市水橋地区・水橋水神社、7月下旬の土曜日・日曜日）※
- いなみ太子伝観光祭（南砺市井波地区市街地〔瑞泉寺〕、7月下旬の土曜日・日曜日）
- 源平火牛まつり（小矢部市市街地、7月下旬の土曜日）
- おおやま佐々成政戦国時代祭り（富山市大山地区）7月下旬の日曜日
- ニブ流し（黒部市中陣地区、7月31日）国の選択無形民俗文化財・県指定無形民俗文化財 ※
- 滑川のネブタ流し（滑川市中川原海岸〔和田の浜〕、7月31日）国の重要無形民俗文化財（指定名称は「滑川のネブタ流し」） ※
- 高岡七夕まつり（高岡市市街地、8月1日 - 7日） ※
- 尾山の七夕流し（黒部市尾山地区、8月7日）国の選択無形民俗文化財・県指定無形民俗文化財 ※
- 富山まつり〔よさこいとやま〕（富山市中心市街地、8月第1金曜日〜日曜日）
- じゃんとこい魚津まつり（魚津市市街地、8月第1金曜日 - 日曜日） ※（選定は「せり込み蝶六」）
- たてもん祭り（魚津市、8月第1金曜日・土曜日）ユネスコの無形文化遺産（登録名称は「山・鉾・屋台行事」）および、国の重要無形民俗文化財（指定名称は「魚津のタテモン行事」）、また、たてもん7基は県指定有形民俗文化財 ※
- 庄川水まつり（砺波市庄川地区、8月第1土曜日・日曜日）
- 米道踊り（中新川郡立山町米道地区、8月15日）立山町指定無形民俗文化財 ※
- 生地のえびす祭り（黒部市生地西の宮、生地浜、生地浜沖、8月19日・20日） ※
- 黒河夜高祭（射水市黒河地区、8月23日直近の土曜日）射水市指定無形民俗文化財 ※
- 熊野神社の稚児舞（富山市婦中町中名・熊野神社、8月25日）国の重要無形民俗文化財（指定名称は「越中の稚児舞」） ※
- 吉原の恵比寿祭り（下新川郡入善町吉原地区、8月最終土曜日・日曜日）入善町指定無形民俗文化財 ※
- おわら風の盆（富山市八尾地区市街地、8月下旬 - 9月3日） ※
- 綾子の願念坊踊り（小矢部市綾子・太田神社、8月下旬 - 9月3日）小矢部市指定無形民俗文化財 ※
- 加茂神社の稚児舞（射水市下村加茂中部・加茂神社、9月4日）国の重要無形民俗文化財（指定名称は「越中の稚児舞」） ※
- 城端むぎや祭（南砺市城端地区市街地、9月中旬） ※
- 護国八幡宮の宮めぐり（小矢部市埴生・護国八幡宮、9月15日）小矢部市指定無形民俗文化財 ※
- 上市神明社秋季祭礼（中新川郡上市町神明町・上市神明社、9月21日）曳山1基と神輿1基は上市町指定有形民俗文化財 ※
- 海老江曳山祭（射水市海老江地区、9月23日）曳山3基は射水市指定有形民俗文化財 ※
- つくりもんまつり（高岡市福岡地区市街地、9月23日・24日） ※
- 五箇山麦屋まつり（南砺市下梨地区、9月23日・24日） ※
- こきりこ祭り（南砺市上梨地区、9月25日・26日） ※
- 中田かかし祭（高岡市中田地区、9月下旬）
- 放生津（新湊）曳山祭（射水市新湊地区市街地、10月1日）国の重要無形民俗文化財（指定名称は「放生津八幡宮祭の曳山・築山行事」）、曳山13基は射水市指定有形民俗文化財 ※
- 愛本新用水天満宮松明祭り（黒部市愛本新地区、10月5日）黒部市指定無形民俗文化財 ※
- 高岡万葉まつり〔万葉集全20巻朗唱の会〕（高岡市古城公園、10月第1金曜日〜日曜日）
- 幌武者行列（高岡市戸出地区〔戸出野神社〕、10月第2土曜日） ※
- 大門曳山まつり（射水市大門地区市街地、10月第2日曜日）曳山4基は射水市指定有形民俗文化財 ※
- 墓ノ木タイマツ祭り（下新川郡入善町墓ノ木地区、10月13日）入善町指定無形民俗文化財 ※
- 新屋の獅子舞〔住吉社の秋季祭礼〕（下新川郡入善町新屋地区〔住吉社〕、10月中旬）入善町指定無形民俗文化財（指定は獅子舞・天狗舞） ※
- 生地たいまつ祭り（黒部市生地地区〔新治神社・神明社〕、10月26日 - 27日）黒部市指定無形民俗文化財 ※
- 雄山神社前立社壇の稚児舞（中新川郡立山町岩峅寺〔雄山神社前立社壇〕、11月3日）立山町指定文化財（指定名称は「民俗芸能」） ※
- おおべっさま迎え（黒部市宇奈月町下立地区など、11月20日・1月20日）国の選択無形民俗文化財（指定名称は「越中の田の神行事」） ※
- 澗建（またて）の恵比寿様渡し（射水市新湊地区〔西宮神社〕、11月第3土曜日）射水市指定無形民俗文化財 ※

### 石川県
※印は、文化庁認定日本遺産（認定名称は「灯り舞う半島 能登 〜熱狂のキリコ祭り〜」）
- 面様（めんさま）年頭（輪島市、1月14日・20日）国の重要無形民俗文化財（指定名称は「能登のアマメハギ」）
- あまめはぎ（輪島市や鳳珠郡能登町など、1月上旬 - 2月上旬）国の重要無形民俗文化財
- 竹割り祭り〔御願神事〕（加賀市、2月10日）県指定無形民俗文化財
- でくまわし（白山市東二口・深瀬新町、2月第2、第3土曜・日曜日）国の重要無形民俗文化財
- 如月祭（輪島市河井町、3月1日 - 7日）県指定無形民俗文化財
- 青柏祭（七尾市、5月3日 - 5日）ユネスコの無形文化遺産（登録名称は「山・鉾・屋台行事」）および、国の重要無形民俗文化財（指定名称は「青柏祭の曳山行事」）
- お旅まつり（小松市、5月中旬の土曜、日曜日を挟む4日間）県指定無形民俗文化財、曳山8基は小松市指定文化財（指定名称は「建造物」）
- おかえり祭り（白山市美川南町、5月第3土曜、日曜日）県指定無形民俗文化財
- 金沢百万石まつり（金沢市中心市街地、6月上旬の金曜日 - 日曜日）
- 能登キリコ祭り（七尾市、鳳珠郡能登町など能登各地、7月 - 10月）国の選択無形民俗文化財（「能登のキリコ祭り」として）及び、文化庁認定日本遺産（認定名称は「灯り舞う半島 能登 〜熱狂のキリコ祭り〜」）
- あばれ祭り〔宇出津のキリコ祭り〕（鳳珠郡能登町宇出津（うしつ）、7月第1金曜日・土曜日）県指定無形民俗文化財 ※
- 七尾祇園祭（七尾市、7月第2土曜日）国の選択無形民俗文化財（「能登のキリコ祭り」として） ※
- 七尾港まつり（七尾市、7月19日・20日）
- 飯田町燈籠山祭り（珠洲市飯田町、7月20日・21日）珠洲市指定無形民俗文化財 ※
- 珠洲デカ曳山祭り（珠洲市宝立町南黒丸、7月下旬）
- 向田の火祭り（七尾市能登島向田町、7月最終土曜日）国の選択無形民俗文化財（「能登のキリコ祭り」として）、県指定無形民俗文化財 ※
- 石崎奉燈祭（七尾市石崎町、8月第1土曜日）国の選択無形民俗文化財（「能登のキリコ祭り」として） ※
- 新宮納涼祭（七尾市中島町藤瀬、8月14日）国の選択無形民俗文化財（「能登のキリコ祭り」として）、七尾市無形民俗文化財 ※
- 黒島天領祭（輪島市門前町黒島町、8月17日・18日）輪島市指定無形民俗文化財
- 日室の鎌祭り（七尾市日室町、8月27日）県指定無形民俗文化財
- ぐず焼き祭り（加賀市、8月27日 - 29日）
- 十万石まつり（加賀市大聖寺、9月8日・9日）
- 鵜島の曳山祭り（珠洲市宝立町鵜島、9月15・16日）
- お熊甲祭（七尾市中島町宮前、9月20日）国の重要無形民俗文化財
- こいこい祭り（加賀市山中温泉、9月22日・23日）
- 新宮祭（七尾市中島町釶打（なたうち）地区、9月の秋分の日）七尾市無形民俗文化財
- ほうらい祭り（白山市鶴来地区、10月2日 - 4日）白山市指定無形民俗文化財

能登各地のキリコ祭りについてはこちらを参照

### 福井県
- 三国祭（坂井市・三國神社、5月19日 - 21日）県指定無形民俗文化財
- 高浜七年祭（高浜市、7年に1度の6月下旬 - 7月初め）県指定無形民俗文化財
- とうろう流しと大花火大会（敦賀市気比松原、8月16日）
- 福井フェニックスまつり（福井市、8月1日 - 3日）
- 敦賀まつり〔気比神宮例大祭〕（敦賀市・気比神社、9月初旬 - 中旬）
- 小浜放生祭（小浜市、9月の敬老の日直前の土曜、日曜日）県指定無形民俗文化財
- 勝山左義長祭り（2月最終土日）

### 山梨県
- 一之瀬高橋の春駒（甲州市、1月）
- 天津司舞（甲府市、4月10日直前の日曜日）
- 信玄公祭り（甲府市、4月12日の前の金曜日から日曜日）
- 南部の火祭り（南部町、8月15日）
- 無生野の大念仏（上野原市、旧正月前後、8月16日）
- 吉田の火祭（富士吉田市、8月26-27日）
- 八朔祭り（都留市、9月1日）
- 八ヶ岳ホースショーinこぶちさわ（北杜市、7月最終土曜日もしくは8月第一土曜日）

### 長野県
- 天龍村の霜月神楽（阿南町、1月上旬）
- 新野の雪まつり（天龍村、1月上旬）
- 御柱祭（諏訪市など、諏訪大社・分社など、6年間隔、前回：2022年・次回：2028年）
- 跡部の踊り念仏（佐久市、4月）
- お船祭り（松本市、5月5日）
- 漆器祭（木曽平沢）・宿場祭（奈良井）6月4日・5日・6日 （塩尻市）
- 信州上田祇園祭（上田市、7月）
- 上田わっしょい（上田市、7月最終土曜日）
- 茅野どんばん（茅野市、8月）
- 松本ぼんぼん（松本市、8月第一土曜日）
- 長野びんずるまつり（長野市・8月第一土曜日開催）
- 穂高神社御船祭 （安曇野市、毎年9月26日・27日）

### 岐阜県
※ 岐阜県指定の文化財には、国指定と同じく頭に重要と付く
- 岐阜まつり〔伊奈波神社例祭〕（岐阜市、4月5日）山車4基は岐阜市指定有形民俗文化財
- 御嵩薬師祭礼（御嵩町、4月第1日曜日）県指定重要無形民俗文化財
- 高山祭（高山市、4月、10月）ユネスコの無形文化遺産（登録名称は「山・鉾・屋台行事」）および、国の重要無形民俗文化財（指定名称は「高山祭の屋台行事」）、また屋台23基は国の重要有形民俗文化財
- 古川祭（飛騨市、4月19日・20日）ユネスコの無形文化遺産（登録名称は「山・鉾・屋台行事」）および、国の重要無形民俗文化財（指定名称は「古川祭の起し太鼓・屋台行事」）、また屋台9基は県指定重要有形民俗文化財
- 八百津まつり〔八百津だんじり祭〕（八百津町、4月第2土曜・日曜日）山車3基は八百津町指定有形民俗文化財
- 美濃まつり（美濃市、4月）山車6基は県指定重要有形民俗文化財
- 関まつり（関市、4月第3土曜・日曜日）山車2基は県指定重要有形民俗文化財
- 久田見まつり（八百津町、4月第3日曜日）県指定重要無形文化財（指定名称は「久田見の糸切りからくり」）、また山車6基は県指定重要有形民俗文化財
- 垂井曳山祭（垂井町、5月2日 - 4日）山車3基は県指定重要有形民俗文化財
- 竹鼻祭り（羽島市、5月2日・3日）山車13基は県指定重要有形民俗文化財
- 揖斐祭（揖斐川町、5月4日・5日）山車5基は県指定重要有形民俗文化財
- 飛騨神岡祭り（飛騨市、5月初旬）
- 大垣祭（大垣市、5月第2金曜日・土曜日）ユネスコの無形文化遺産（登録名称は「山・鉾・屋台行事」）および、国の重要無形民俗文化財（指定名称は「大垣祭の軕行事」）、また軕9輌と朝鮮山車付属品は県指定重要有形民俗文化財
- 高田祭り（養老町、5月中旬）曳山3基は県指定重要有形民俗文化財
- 郡上おどり（郡上市、7月 - 9月）国の重要無形民俗文化財（指定名称は「郡上踊」）
- 白鳥おどり（郡上市、7月 - 9月）国の記録作成等の措置を講ずべき無形の民俗文化財（選択無形民俗文化財）（選択名称は「白鳥の拝殿踊」）
- 加子母水無神社祭礼（中津川市、9月下旬）山車2基は中津川市指定有形民俗文化財
- きつね火まつり（飛騨市、9月下旬）
- 室原祭（養老町、10月初旬）曳山3基は県指定重要有形民俗文化財
- 綾野まつり（大垣市、10月第2土曜日）山車5基は県指定重要有形民俗文化財
- 加納天満宮例祭（岐阜市、10月下旬）山車1基は岐阜市指定有形民俗文化財
- どぶろく祭（白川村、10月）

### 静岡県
- 遠州横須賀三熊野神社大祭（掛川市横須賀、三熊野神社、4月第1金・土・日）
- 浜松まつり（浜松市、5月3日 - 5月5日）
- 浅間大社流鏑馬祭（富士宮市、浅間大社、5月4日 - 6日）流鏑馬は5日に行われる。
- 吉原祇園祭（富士市吉原、木之元神社他、6月第2土・日）
- 掛川祭（掛川市掛川、龍尾神社他、10月第2金・土・日）
- 甲子祭（富士市、甲子神社、8月第1土日）
- 甲子秋まつり（富士市、甲子神社、10月第3土日）
- 掛塚貴船神社祭礼（磐田市掛塚、貴船神社、10月第3土・日）
- 富士宮まつり（富士宮市、浅間大社、11月3日〜5日）
- 森の祭り（周智郡森町、三島神社他、11月第1金・土・日）

### 愛知県
- ごせんだら（田原市、12月31日 - 1月1日）
- 津具の花祭（設楽町、1月2日 - 3日）
- 古戸の花祭（東栄町、1月2日 - 3日）
- 下黒川の花祭（豊根村、1月2日 - 3日）
- 上黒川の花祭（豊根村、1月3日 - 4日）
- 御神楽祭（豊根村、1月3日、4日）
- 砥鹿神社の田遊び（豊川市、1月3日）
- てんてこ祭（西尾市、1月3日）
- デンデンガッサリ（岡崎市、1月3日）
- 鳳来寺田楽（新城市、1月3日）
- 熱田踏歌神事（名古屋市、1月9日）
- 歩射神事（名古屋市、1月15日）
- 国府宮はだか祭（稲沢市、旧暦正月13日）
- きねこさ祭（名古屋市、旧歴１月17日）
- 鳥羽の火祭り（西尾市、2月第2日曜）
- 滝山寺鬼まつり（岡崎市、2月）
- 田峯田楽（設楽町、2月）
- 豊橋鬼祭（豊橋市、2月10日、11日）
- 開扉祭（津島市、旧暦2月1日）
- 豊年祭（犬山市、大縣神社、3月15日前の日曜日）
- 豊年祭（小牧市、田縣神社、3月15日）
- 乙川祭（半田市、3月第3土日曜）
- 桃花祭（一宮市、4月1 - 3日）
- 家康行列（岡崎市、4月第1または第2日曜）
- 須賀神社大祭（岡崎市、4月第2日曜）
- 犬山祭（犬山市、4月第1土・日曜、ユネスコ無形文化遺産）
- 若葉祭（豊川市、4月）
- 菟足神社の風祭（豊川市、4月）
- 常滑祭（常滑市、4月第2土日曜）
- 上半田のちんとろ祭り（半田市、4月第2土日曜）
- 西成岩地区祭礼（半田市、4月第2土日曜）
- 協和地区祭礼（半田市、4月第2土日曜）
- 成岩地区祭礼（半田市、4月第2土日曜）
- 板山地区祭礼（半田市、4月第2土日曜）
- 岩滑地区祭礼（半田市、4月第2土日曜）
- 岩滑新田地区祭礼（半田市、4月第2土日曜）
- 岡田春まつり（知多市、4月第2日曜）
- 下半田祭（半田市、4月第3土日曜）
- 長尾の春まつり（武豊町、4月第2土日曜）
- （名古屋）東照宮祭（名古屋市中区、4月16・17日）旧称「なごやまつり」戦前までの名古屋三大まつりのひとつ
- 石刀（いわと）祭（一宮市、4月19日とその直後の日曜）
- 真清田神社舞楽神事（一宮市、4月29日）
- 熱田神宮舞楽神事（名古屋市、5月1日）
- 知立まつり（知立市、5月2・3日、無形文化遺産）
- 亀崎潮干祭（半田市、5月3・4日、無形文化遺産）
- 砥鹿神社例大祭（豊川市、5月3日、4日）
- 大野祭り（常滑市、5月3日、4日）
- 酔笑人神事（名古屋市、5月4日）草薙の剣盗難事件にまつわる祭り
- 長篠合戦のぼりまつり（新城市、5月5日）
- 能見神明宮大祭（岡崎市、5月第2土・日曜）
- 若宮まつり（名古屋市中区、5月15・16日）旧称「祇園祭」戦前までの名古屋三大まつりのひとつ
- 熱田まつり(名古屋市熱田区、6月5日)熱田神宮摂社「南新宮社」の祭礼と同一日付。

南新宮社の祭礼は明治初年まで、全高20〜30メートルの山車である大山・全高8メートル程度の山車である楽車(小山)が曳かれていた。
- 六ツ美悠紀斎田お田植えまつり（岡崎市、6月第1日曜)
- 御田神社御田植祭（名古屋市、6月）
- 大高斎田御田植祭（名古屋市、6月）
- 出来町天王祭（名古屋市東区、6月第1土・日曜）
- 筒井町天王祭（名古屋市東区、6月第1土・日曜）
- 尾張西枇杷島まつり（清須市、6月第1土・日曜）
- 清水のちょうちん祭り（設楽町、6月）
- 祖父江の虫送り（稲沢市、6月）
- 矢田のウンカ送り（常滑市、6月）
- 那古野（なごや）神社例大祭（名古屋市中区、7月15・16日）旧称「三の丸天王祭」戦前までの名古屋三大まつりのひとつ
- 設楽原決戦場まつり（新城市、7月）
- 豊橋祇園祭（豊橋市、7月）
- 豊橋進雄神社例大祭（豊川市、7月）
- 豊浜鯛まつり（南知多町、7月）
- 日間賀島祇園祭（南知多町、7月）
- 刈谷万燈祭（刈谷市、7月第4土日曜）
- 一宮七夕まつり（一宮市、7月下旬の木・金・土・日曜）
- 尾張津島天王祭（津島市・愛西市、7月第4土・日曜、無形文化遺産）
- 豊田おいでんまつり（豊田市、7月最終週の土・日曜）
- 石上げ祭り（犬山市、8月第1日曜）
- 須成祭（蟹江町、8月、無形文化遺産）
- 岡崎観光夏まつり花火大会（岡崎市、8月第1土曜）
- 安城七夕まつり（安城市、8月第1週の週末3日間）
- 大海の放下（新城市、8月10日、15日）
- 田峯の念仏踊り（新城市、8月）
- 信玄原の火おんどり（新城市、8月15日）
- 乗本万灯（新城市、8月15日）
- 鍋つる万灯（新城市、8月15日）
- 三好大提灯まつり（みよし市、8月）
- 三河一色大提灯まつり（西尾市、8月26日）
- にっぽんど真ん中祭り（名古屋市、8月末）
- 内海神楽船（南知多町、旧暦8月17日に近い日曜）
- 田原まつり（田原市、9月の敬老の日に最も近い土・日曜）
- 尾張横須賀まつり（東海市、9月第4日曜とその前日）
- 大田まつり（東海市、10月第1土・日曜）
- 有明天満社例大祭（名古屋市、10月第1日曜）
- 戸田祭（名古屋市、10月第1土日曜）
- 尾張津島秋祭（津島市、10月第1土日曜）
- 朝倉の梯子獅子（知多市、10月第1土日曜）
- 本地祭り（名古屋市南区、10月第1土・日曜）
- 高浜おまんと（高浜市、10月第1土日曜）
- 藤江神社のだんつく獅子（東浦町、10月）
- 大脇の梯子獅子（豊明市、10月）
- 足助八幡宮例祭(足助まつり)（豊田市足助町、10月第2土・日曜)
- 猿投まつり（豊田市、10月第2土日曜）
- 長久手警固祭（長久手市、10月第2日曜）
- 澁川神社秋季例祭（尾張旭市、10月）
- 鳴海祭表方（名古屋市、10月）
- 鳴海祭裏方（名古屋市、10月）
- 挙母祭（豊田市、10月第3土日曜）山車から撒かれる紙吹雪がみどころ
- 三谷祭（蒲郡市、10月下旬の土日曜）山車の海中渡御と神社の多彩な練り物
- 名古屋まつり（名古屋市、10月中旬の土・日曜）郷土英傑行列
- 矢作神社秋の大祭（岡崎市、10月1・2日）
- 夏山八幡宮火祭り（岡崎市、10月）
- 参候祭（設楽町、11月）七福神と禰宜の問答がみどころ
- 小林の花祭（東栄町、11月）
- 御薗の花祭（東栄町、11月）
- 東薗目の花祭（東栄町、11月）
- 足込の花祭（東栄町、11月）
- 月の花祭（東栄町、11月）
- 河内の花祭（東栄町、11月）
- 豊川稲荷秋季例大祭（豊川市、11月）大提灯がみどころ
- 中在家の花祭（東栄町、12月）
- 中設楽の花祭（東栄町、12月）
- はんだ山車まつり（半田市、5年に1度、10月第1週の日曜とその前日）

## 近畿地方

### 三重県
- ヤーヤ祭り（尾鷲市、2月1日 - 5日、尾鷲神社例大祭）
- 多度祭（桑名市、5月4日・5日）
- 伊勢えび祭（志摩市、6月第1土曜日）
- 斎王まつり（明和町、6月第1土日）
- 赤崎祭（鳥羽市、6月22日）
- 伊雑宮御田植祭（志摩市、6月24日）
- 松原の石取祭（四日市市、7月中旬）
- 鳥羽みなとまつり（鳥羽市、7月第4金曜日）
- 関宿祇園夏まつり（亀山市、7月下旬）
- 大淀祇園祭（明和町、旧暦6月14日に最も近い土曜日）
- 久居花火大会（津市、8月第1土曜日、旧・サマーフェスタ イン ひさい）
- 石取祭（桑名市、8月第1日曜日）
- 天ヶ須賀の石取祭（四日市市、お盆）
- わらじ祭り（志摩市、9月の申の日）
- 伊勢まつり（伊勢市、9月下旬 - 10月上旬）
- 四日市祭（四日市市、10月第1土日）
- 津まつり（津市、10月第2月曜日の前々日と前日）
- 木本まつり（熊野市、体育の日）
- 上野天神祭（伊賀市、10月23日 - 25日）

### 滋賀県
- 勝部の火まつり祭（守山市、勝部神社、1月第2土曜日）県選択無形民俗文化財
- 左義長祭（近江八幡市、日牟禮八幡宮、3月中旬の土日）国の選択無形民俗文化財、県指定無形民俗文化財
- 日吉山王祭（大津市、日吉大社、4月12日-15日）
- 八幡祭（近江八幡市、日牟禮八幡宮、4月中旬の土日）国の選択無形民俗文化財
- 長浜曳山祭（長浜市、長浜八幡宮、曳山巡行4月13日-15日）ユネスコの無形文化遺産、国の重要無形民俗文化財、また山車13基は県指定有形民俗文化財
- 宮荘の曳山祭〔五箇まつり〕（東近江市、五個神社、4月15日-16日）
- 水口曳山祭（甲賀市、水口神社、4月20日）県指定無形民俗文化財
- 堅井の曳山祭（愛荘町、軽野神社、4月中旬）
- 日野祭（日野町、馬見岡綿向神社、5月2日-3日）県指定無形民俗文化財
- 大溝祭（高島市、日吉神社、5月3日-4日）滋賀県の選択無形民俗文化財
- 篠田の花火（近江八幡市、篠田神社、5月4日）国の選択無形民俗文化財
- 茶わん祭（長浜市、丹生神社、5月4日）県指定無形民俗文化財
- 浅小井の祇園祭（近江八幡市、津島神社、7月の第3土曜・日曜日）
- 大津祭（大津市、天孫神社、10月上旬）国の重要無形民俗文化財
- 米原曳山祭（米原市、湯谷神社、10月6日-8日）滋賀県の選択無形民俗文化財

### 京都府
- 白朮祭（京都市、1月1日）
- 大送神社の綱引き（南丹市、1月）
- 阿含の星まつり（京都市、2月11日）
- 延年祭（伊根町、3月17日）
- 朝妻祭（伊根町、4月中旬）
- 筒川祭（伊根町、4月下旬）
- 葵祭（京都市、賀茂神社、5月、京都三大祭）
- 舞鶴つつじまつり（舞鶴市、5月）
- まいづる細川幽斎 田辺城まつり（舞鶴市、5月）
- 県祭り（宇治市、6月5日 - 6日）
- 祇園祭（京都市、八坂神社、7月、京都三大祭）
- みなと舞鶴ちゃったまつり（舞鶴市、7月）
- あやべ水無月まつり（綾部市、7月）
- 伊根祭（伊根町、7月27日 - 28日）
- まち遊びフェスティバル（舞鶴市、8月）
- 本庄祭（伊根町、8月上旬）
- 城屋の揚松明（舞鶴市、8月14日）
- 愛宕の火祭り（伊根町、8月15日）
- 吉原の万灯籠（舞鶴市、8月16日）
- おべっさん（伊根町、8月20日）
- FUNAYAの里ベイエリアフェスティバル（伊根町、8月下旬）
- まいづる魚まつり（舞鶴市、10月）
- 赤れんがフェスタin舞鶴（舞鶴市、10月）
- 額田のダシ行事（福知山市、10月第2土日)
- 時代祭（京都市、10月15日 - 23日、京都三大祭）
- 鞍馬の火祭（京都市、10月22日）
- 亀岡祭（亀岡市、10月23日 - 25日）

### 大阪府
- 十日戎（大阪市・豊中市など、1月9日 - 1月11日、今宮戎神社、堀川戎神社、野田恵美須神社、大阪天満宮、服部天神宮ほか）
- 聖霊会（大阪市、旧暦2月22日）
- 狭山池まつり（大阪狭山市、4月の最終土曜日・日曜日）
- 中之島まつり（大阪市、5月3日 - 5日）
- 住吉の御田植（大阪市、6月14日）
- 愛染まつり（大阪市、6月30日 - 7月2日、勝鬘院愛染堂、大阪三大夏祭り）
- 生國魂祭（大阪市、7月11日 - 7月12日、生國魂神社）
- 平野郷夏祭り（大阪市、7月11日ｰ7月14日、杭全神社）
- 寺方提灯踊り（守口市、7月の海の日を含む2日間）
- 茨木フェスティバル（茨木市、7月下旬）
- 天神祭（大阪市、7月24日 - 7月25日、大阪天満宮、大阪三大夏祭り）
- 箕面まつり（箕面市、7月の最終土曜日から日曜日）
- 住吉祭（大阪市、7月30日 - 7月31日、住吉大社、大阪三大夏祭り）
- 大魚夜市（堺市、7月31日）
- 南河内だんじり祭り（富田林市・河内長野市・太子町・河南町・千早赤阪村、7月および10月）
- 高槻まつり（高槻市、8月の第1土曜日・日曜日）
- がんがら火祭り（池田市、8月24日）
- 岸和田だんじり祭（岸和田市、9月14日・9月15日）
- 春木だんじり祭（岸和田市、9月の敬老の日前日の日曜日とその前日）
- 鳳だんじり祭り（堺市、10月の第1金曜日から3日間）
- 津久野だんじり祭（堺市、10月の第1金曜日から3日間）
- 久世だんじり祭り（堺市、10月の第1土曜日・日曜日）
- 深井だんじり祭り（堺市、10月の第一土曜日と翌日曜日）
- 高石だんじり祭（高石市、10月前半）
- 熊取だんじり祭（熊取町、10月の体育の日の直前の土曜、日曜日）
- 泉大津だんじり祭り（泉大津市、10月の体育の日前々日と前日）
- 岸和田十月祭礼（岸和田市、10月の体育の日前々日と前日）
- 和泉だんじり祭（和泉市、10月の体育の日前々日と前日）
- 貝塚だんじり祭（貝塚市、10月の体育の日前々日と前日）
- 古市だんじり祭（羽曳野市、10月の体育の日前々日と前日）
- 府中だんじり祭（堺市、10月の第2土曜日と日曜日）
- 堺まつり（堺市、10月の第3日曜日とその前日の土曜日）
- 泉州YOSAKOIゑぇじゃないか祭り（泉佐野市、10月中旬から下旬）
- 四天王寺ワッソ（大阪市、11月第1日曜日）

### 兵庫県
- 西宮十日戎（西宮市、1月9日 - 1月11日、西宮神社祭事）
- 出石初午大祭（豊岡市、3月）
- お走りさん（養父市、3月）
- 源氏まつり（川西市、4月）
- 播州北条節句祭り（加西市、4月、住吉神社祭事）
- 神戸まつり（神戸市、5月）
- 相生ペーロン祭（相生市、5月最終日曜日）
- 姫路ゆかたまつり（姫路市、6月）
- Kobe Love Port・みなとまつり（神戸市、7月）
- 柳まつり（豊岡市、8月）
- 灘のけんか祭り（姫路市、10月）
- 大石りくまつり（豊岡市、10月）
- 大窪八幡宮秋祭り　(明石市、10月第二土日曜日)
- 神戸ルミナリエ（神戸市、12月）
- 赤穂義士祭（赤穂市、12月14日）

### 奈良県
- 繞道祭（桜井市、大神神社、1月1日）
- 御弓始め式（天理市、大和神社、1月4日）
- 陀々堂の鬼はしり（五條市、念仏寺、1月14日、国の重要無形民俗文化財）
- 茅原のとんど（御所市、吉祥草寺、1月14日、県指定無形民俗文化財）
- 篠原踊（五條市、篠原天神社、1月第3日曜、選択無形民俗文化財、県指定無形民俗文化財）
- 惣谷狂言（五條市、惣谷天神社、1月第3日曜、県指定無形民俗文化財）
- 若草山山焼き（奈良市、若草山、1月第4土曜）
- 光仁会・癌封じ笹酒祭（奈良市、大安寺、1月23日）
- おんだ祭（明日香村、飛鳥坐神社、2月第1日曜）
- 鬼火の祭典（吉野町、金峯山寺、2月3日）
- 追儺会・鬼追い式（斑鳩町、法隆寺、節分）
- 紀元祭（橿原市、橿原神宮、2月11日）
- お綱祭（桜井市、2月11日、国の重要無形民俗文化財（指定名称は「江包・大西の御綱」））
- 砂かけ祭（河合町、廣瀬大社、2月11日）
- 国栖奏（吉野町、浄見原神社、旧暦1月14日、県指定無形民俗文化財）
- だだおし（桜井市、長谷寺、2月14日）
- 修二会・お水取り（奈良市、東大寺二月堂、3月1日から14日）
- 初午厄除祭（大和郡山市、松尾寺、3月初午の日）
- 初午厄除大祭（明日香村、岡寺、3月初午の日）
- 春日祭（奈良市、春日大社、3月13日、勅祭）
- 法隆寺お会式（斑鳩町、法隆寺、3月22日 - 24日）
- 鬼追い式（奈良市、薬師寺、3月31日）
- ちゃんちゃん祭（天理市、大和神社、4月1日）
- 花供会式（吉野町、金峯山寺、4月10日から12日）
- 當麻寺練供養（葛城市、當麻寺、4月14日）
- 鎮花祭（桜井市、大神神社、4月18日）
- 饅頭祭（奈良市、漢國神社（林神社）、4月19日）
- けまり祭（桜井市、談山神社、4月29日、11月3日）
- 献氷祭（奈良市、氷室神社、5月1日）
- 久米寺練供養（橿原市、久米寺、5月3日）
- 汁かけ祭（御所市、野口神社、5月5日）
- 薪御能（奈良市、興福寺・春日大社、5月第3金土曜）
- うちわまき（奈良市、唐招提寺、5月19日）
- 三枝祭（奈良市、率川神社、6月17日）
- 風鎮大祭（三郷町、龍田大社、7月第1日曜）
- 蓮華会・蛙飛び（吉野町、金峯山寺、7月7日）
- ススキ提灯献灯行事（御所市、鴨都波神社、7月16日、10月体育の日前々日、県指定無形民俗文化財）
- 行者まつり（天川村、洞川温泉、8月2日3日）
- 十津川の大踊（十津川村、8月13日から15日、国の重要無形民俗文化財）
- 万灯籠（奈良市、春日大社、節分・8月14日15日）
- 阪本踊り（五條市、 阪本天神社 、8月15日、県指定無形民俗文化財）
- ほうらんや火祭り（橿原市、8月16日、県指定無形民俗文化財）
- 古市場納涼夏まつり・大盆踊り（宇陀市、宇太水分神社、8月16日）
- 紅しで踊り（天理市、大和神社、9月23日）
- 采女祭（奈良市、采女神社・猿沢池、中秋の名月）
- 翁舞（奈良市、奈良豆比古神社、10月8日、国の重要無形民俗文化財）
- 往馬大社火祭り（生駒市、往馬坐伊古麻都比古神社、10月体育の日前日、県指定無形民俗文化財）
- 曽爾の獅子舞（曽爾村、門僕神社、10月体育の日前日、県指定無形民俗文化財）
- 小川祭（東吉野村、丹生川上神社、10月第2日曜）
- 室生の獅子神楽（宇陀市、室生寺・室生龍穴神社、10月体育の日、県指定無形民俗文化財）
- 題目立（奈良市、八柱神社、10月12日、国の重要無形民俗文化財、ユネスコ無形文化遺産）
- 菟田野みくまり祭（宇陀市、宇太水分神社、10月第3日曜）
- 龍口獅子舞（宇陀市、龍口白山神社、10月第4日曜、県指定無形民俗文化財）
- 戸閉て祭（広陵町、櫛玉比女命神社、11月2日3日）
- 酒まつり（桜井市、大神神社、11月14日）
- 春日若宮おん祭（奈良市、春日大社、12月17日、国の重要無形民俗文化財）

### 和歌山県
- 御燈祭（新宮市、神倉神社、2月6日）
- 那智の火祭（東牟婁郡那智勝浦町、熊野那智大社例大祭、7月）
- 田辺祭（田辺市、闘鶏神社、7月24日・25日）
- 河内祭（串本町、古座川町、河内神社、7月第4土・日曜日）
- 熊野速玉祭（新宮市、熊野速玉大社例大祭、9月）
- 弁慶まつり（田辺市、闘鶏神社、扇ヶ浜、10月第1金曜・土曜）
- 木ノ本の獅子舞（和歌山市、木本八幡宮、10月13日以降の最初の土・日曜日）
- 千田祭（有田市、須佐神社、10月13・14日）

## 中国地方

### 鳥取県
- 米子がいな祭（米子市、8月第1土・日曜日または7月最終土・日曜日）
- 鳥取しゃんしゃん祭（鳥取市、盆前の土曜日から8月15日）

### 島根県
- ホーランエンヤ（松江市、10年おきの5月中旬に開催、次回は2029年）
- 隠岐島前神楽（西ノ島町、7月中 - 下旬）
- 島後久見神楽（隠岐の島町、7月25日、または26日）
- 神在祭（出雲地方、旧暦10月10日 - 17日）
- でやんな祭（西ノ島町、3月初巳および10月28日）

### 岡山県
- 西大寺会陽（岡山市、2月）
- うそとり大明神大祭（久米郡、4月1日)
- 真鍋島の走り神輿（笠岡市、5月3日、4日、5日)
- 倉敷天領夏祭り（倉敷市、7月)
- おかやま桃太郎まつり（岡山市、8月第1土・日曜日）
- 松山踊り（高梁市、8月14日・15日・16日）
- 鴻八幡宮例大祭（倉敷市児島、10月第2土曜日と日曜日）しゃぎり（お囃子）は岡山県の無形民俗文化財指定
- 勝山喧嘩だんじり（真庭市、10月19日、20日）
- 津山まつり（津山市、10月の第3週の土曜日と日曜日・10月の第4週の土曜日と日曜日）
- 久世祭り（真庭市、10月25日、26日）
- 岩山神社例大祭（新見市、11月3日）

### 広島県
- 能地春祭り（三原市幸崎町、3月の第4土曜日と翌日の日曜日）
- 土師ダム桜まつり（安芸高田市、4月）
- ひろしまフラワーフェスティバル（広島市・平和記念公園及び平和大通り、5月3日〜5日）
- 福山ばら祭（福山市、5月下旬）
- とうかさん大祭（広島市・福昌山慈善院圓隆寺、6月第1金曜からの3日間）
- 管絃祭（廿日市市・厳島神社、旧暦6月17日）
- 住吉大祭（広島市・住吉神社、7月）
- やっさ祭り（三原市、8月の第2日曜日を含む金曜日・土曜日・日曜日）
- 甲山廿日えびす（世羅町、8月19日、20日）
- 胡子大祭（広島市・胡子神社、11月17日〜20日）

### 山口県
- 日本三天神 防府天満宮節分祭・牛替神事（防府市、2月2日・3日）
- 山口祇園祭（山口市、7月20日 - 7月27日）
- 萩夏まつり（萩市、8月1日 - 8月3日）
- 日本三天神 防府天満宮御辰神祭（防府市、8月3日 - 5日）
- 山口七夕ちょうちんまつり（山口市、8月6日・7日）
- 馬関祭り（下関市、8月下旬の土・日）
- 宇部まつり（宇部市、11月6日・7日）
- 日本三天神 防府天満宮御神幸祭（防府市、11月第4土曜日）
- 山口天神祭（山口市、11月23日）
- 笑い講（防府市、12月第1日曜日）

## 四国地方

### 徳島県
- 阿波踊り（徳島市、8月12日 - 8月15日、四国三大祭り）

### 香川県
- 稲積山高屋祭り（観音寺市、4月の第2週の土曜日と日曜日）
- 丸亀お城まつり（丸亀市、前夜祭5月2日・本まつり3日 - 4日の祝日）
- さかいで塩まつり（坂出市、5月頃の日曜日）
- さかいで大橋まつり（坂出市、8月第1週の金曜日と土曜日と日曜日）
- さぬき高松まつり（高松市、8月12日から3日間）
- まるがめ婆娑羅まつり（丸亀市、8月下旬の土曜日と日曜日）
- 高松秋のまつり・仏生山大名行列（高松市、9月頃）
- 琴弾八幡宮大祭（観音寺市、10月の第3週の金曜日と土曜日と日曜日）
- 高松冬のまつり（高松市、12月）

### 愛媛県
- おんまく（今治市、8月の第1土曜日・日曜日）
- 松山港まつり（松山市、8月第1日曜日）
- 松山まつり（松山市、8月中旬）
- 三間町納涼祭（宇和島市、8月13日）
- 小松祭り（西条市、10月中旬）
- 東予祭り（西条市、10月中旬）
- 新居浜太鼓祭り（新居浜市、四国三大祭り、10月中旬）
- 川之江太鼓祭り（四国中央市、10月13・14・15日）
- 土居太鼓祭り（四国中央市、10月13・14・15日）
- 西条祭り（西条市、10月14日 - 10月17日）

### 高知県
- よさこい祭り（高知市、8月9日 - 8月12日、四国三大祭り）

## 九州地方

### 福岡県
- 八屋祇園（豊前市、大富神社、4月29日 - 5月1日）
- 博多松囃子・博多どんたく（福岡市、5月3日 - 4日）
- 川渡り神幸祭（田川市、風治八幡宮、5月第3日曜日とその前日）
- 博多祇園山笠（福岡市、櫛田神社、7月1日 - 15日）
- 二島祇園（北九州市若松区、日吉神社内須賀神社、7月14日・15日に近い土日）
- 津屋崎祇園山笠（福津市、波折神社、7月19日直近の日曜日）
- 黒崎祇園山笠（北九州市八幡西区、岡田宮・春日神社・一宮神社、7月20日頃）
- 大蛇山まつり（大牟田市、大牟田神社、7月の海の日前日から、第4日曜日まで）
- 小倉祇園太鼓（北九州市小倉北区、八坂神社、7月第3土曜の前後3日）
- 前田祇園山笠（北九州市八幡東区、仲宿八幡宮、7月第3日曜の前後3日）
- 戸畑祇園大山笠（北九州市戸畑区、飛幡八幡宮・菅原神社・中原八幡宮、7月第4土曜日を挟む3日間）
- 直方山笠（直方市、多賀神社、7月最終土日）
- わっしょい百万夏まつり（北九州市小倉北区、8月第1土日）
- 放生会（福岡市東区、筥崎宮、9月12日 - 18日）
- 博多おくんち（福岡市、櫛田神社、10月23日 - 24日）
- おしろい祭り（朝倉市、大山祇神社、12月2日）

### 佐賀県
- 小友祇園山笠（唐津市、八坂神社、旧暦6月14日 - 15日）
- 浜崎祇園山笠（唐津市、諏訪神社内須賀神社、7月海の日過ぎの土日）
- 鳥栖祇園山笠（鳥栖市、鳥栖八坂神社、7月第3土日）
- 白鬚神社の田楽（佐賀市、白鬚神社、10月18日 - 19日）
- 伊万里トンテントン祭り（伊万里市、伊萬里神社、10月22日 - 24日）
- 唐津くんち（唐津市、唐津神社、11月2日 - 4日）

### 長崎県
- 長崎ランタンフェスティバル（長崎市、旧暦1月1日から2週間）
- 長崎帆船まつり（長崎市、4月下旬）
- 郷ノ浦祇園山笠（壱岐市、八坂神社、7月第4土日）
- させぼシーサイドフェスティバル（佐世保市、8月上旬の土日）
- オーモンデー（五島市、8月14日）
- 長崎くんち（長崎市、諏訪神社、10月7日 - 9日）
- 聖母宮例大祭（壱岐市、10月10日 - 14日）
- 竹ン芸（長崎市、若宮稲荷神社、10月14日 - 15日）
- YOSAKOIさせぼ祭り（佐世保市、10月下旬の金土日）
- きらきらフェスティバル（佐世保市、11月中旬 - 12月25日前後）

### 熊本県
- 木原不動尊大祭（熊本市、長寿寺、2月28日）
- 伊倉南北八幡宮春季大祭（玉名市、伊倉八幡宮、4月中旬の日曜日）
- 坪井繁栄会夏まつり（熊本市、宗心寺、7月第3月曜日）
- 清正公祭り（熊本市、加藤神社、7月第4日曜日）
- 火の国まつり（熊本市、8月第1週の金・土曜日）
- 山鹿灯籠まつり（山鹿市、大宮神社、8月15日 - 17日）
- 高橋稲荷神社初午大祭（熊本市、高橋稲荷神社、9月）
- 藤崎八旛宮秋季例大祭（熊本市、藤崎八旛宮、9月の敬老の日を最終日とする5日間）
- 六殿神社秋季例大祭（熊本市、六殿神社、10月9日）
- 伊倉南北八幡宮秋季大祭（玉名市、伊倉八幡宮、10月中旬の日曜日）
- 内牧菅原神社例大祭（阿蘇市、内牧菅原神社、10月中旬）
- 河尻神宮秋季例大祭（熊本市、河尻神宮、10月15日 - 10月19日）
- 新開大神宮大祭（熊本市、新開大神宮、10月16日）
- 上通並木坂えびす祭り（熊本市、上通並木坂、10月18日 - 19日）
- 坪井恵比寿神社大祭（熊本市、坪井恵比寿神社、10月20日）
- 妙見宮大祭（八代市、八代神社（妙見宮）、11月）

### 大分県
- ホーランエンヤ（豊後高田市、若宮八幡宮、正月）
- 修正鬼会（国東市・豊後高田市、天念寺・岩戸寺・成仏寺、正念寺は毎年、岩戸寺は西暦奇数年の旧暦1月5日、成仏寺は西暦偶数年の旧暦1月7日）
- 別府八湯温泉まつり（別府市、八幡朝見神社、4月）
- 御嶽神楽（豊後大野市、御嶽神社、4月第1日曜日）
- 臼杵祇園まつり（臼杵市、7月中旬）
- 中津祇園（中津市、中津神社・闇無浜神社、7月20日過ぎの金土日）
- 日田祇園祭（日田市、八坂神社・竹田若八幡宮、7月20日過ぎの土日）
- 吉弘楽（国東市、楽庭八幡神社、7月第4日曜日）
- 樋山路盆踊り（中津市、8月）
- 大分七夕まつり（大分市、8月第1金土日）
- 府内戦紙（大分市、8月第1週の金 - 日）
- 山家踊り（杵築市・豊後高田市、8月）
- 杵築盆踊り（杵築市、8月13日 - 16日頃）
- 姫島盆踊り（東国東郡姫島村、8月15日 - 17日）
- 鶴崎踊（大分市、8月旧盆直後の土日）
- 鉄輪湯あみ祭り（別府市、永福寺、9月）
- 放生会（宇佐市、宇佐神宮、10月第1土日月）
- 古要神社の傀儡子の舞と相撲（中津市、古要神社、3年に1度10月12日）
- ケベス祭（国東市、岩倉社、10月14日）
- どぶろく祭り（杵築市、白鬚田原神社、10月17日 - 10月18日）
- 宇佐神宮御神能（風除報賽祭）（宇佐市、宇佐神宮、10月21日）
- うすき竹宵（臼杵市、11月第1土日）
- さいすくい（中津市、貴船神社、11月下旬の土曜日または日曜日）

### 宮崎県
- 起きよ祭り（日向市、旧暦8月1日）
- 下水流臼太鼓踊（西都市、南方神社、旧暦8月1日）
- 西都古墳まつり（西都市、都萬神社など、11月の第1土日）

### 鹿児島県
- ボゼ（鹿児島郡十島村、旧暦1月18日）
- 初午祭（霧島市、鹿児島神宮、旧暦1月18日過ぎの日曜）
- 川内大綱引（薩摩川内市、9月22日）
- 甑島のトシドン（薩摩川内市、12月31日）

### 沖縄県
- 東村つつじ祭り（東村、3月）
- 琉球海炎祭（宜野湾市、4月）
- 糸満ハーレー（糸満市、旧暦5月4日）
- 那覇ハーリー（那覇市、5月のゴールデンウィーク後半3日間）
- シーポートちゃたんカーニバル（北谷町、7月）
- 海洋博公園花火大会（本部町、7月）
- てだこまつり（浦添市、7月）
- 青年ふるさとエイサー祭り（那覇市か北谷町、7,8,9月の何れか）
- 宜野湾はごろも祭り（宜野湾市、8月）
- エイサー（県内各地、8月か9月、旧盆）
- 沖縄全島エイサーまつり（沖縄市、8月か9月、旧盆の翌週末）
- うるま市エイサーまつり（うるま市、9月）
- 糸満大綱引き（糸満市、旧暦8月15日）
- 野國總管まつり(のぐにそうかんまつり)（嘉手納町、10月）
- 那覇まつり（那覇市、10月体育の日を含む3連休）
- 沖縄の産業まつり（那覇市、10月下旬）
- 沖縄国際カーニバル（沖縄市、11月下旬）
- いとまんピースフルイルミネーション 130万県民「平和の光」（糸満市、12月）

## 海外で定着している日本の祭り
- 花見#日本国外の花見
- サンパウロ仙台七夕祭り（ブラジル）